# 새하얀 마음
《새하얀 마음》(스페인어: Corazón tan blanco)은 하비에르 마리아스의 1992년 장편소설이다. 임팩 더블린 국제문학상 수상작이다. 대한민국에는 문학과지성사에서 김상유 번역으로 출간되었다. 1967년 휴고상을 수상했다.